# Olshyttan
Olshyttan – Småort (miejscowość) w Szwecji, w regionie Dalarna, w gminie Hedemora u podnóża góry Olshytteberget.